# Huangzhuang, Wuqing
Huangzhuang (kinesiska: 黄庄, 黄庄街道) är ett stadsdelsdistrikt i storstadsområdet Tianjin i Kina.  Det ligger omkring 28 kilometer nordväst om stadens centrum. Antalet invånare är 16 881. Befolkningen består av 8 091 kvinnor och 8 790 män. Barn under 15 år utgör 13,0 %, vuxna 15-64 år 77 %, och äldre över 65 år 8,0 %.